# Spyce
Spyce је технолошки сличан са PHP који може бити коришћен за уградњу Пајтон кода у веб странице. Spyce је бесплатан софтвер, дистрибуисан под BSD лиценцом, са неким додатним ограничењима у вези документације.

## Честе Spyce методе уграђивања
Од кад Пајтон користи увлачење да препозна почетак и крај блока, Spyce укључује неколико начина да се угради Пајтон код. Показано испод, постоје три честа начина. Spyce подржава ASP/JSP-стилизоване граничнике (<% и%>) као и дупле заграде ([[ или ]])

1. Пајтон 'комади' (вишеструке Пајтон изјаве са традиционалним увлачењем):
```
It
's '''
[[
\

from
 
time
 
import
 
asctime
,
 
localtime

print
 
asctime
(
localtime
)]]
 
''' right now!

```

или
```
It
's '''
<%
\

from
 
time
 
import
 
asctime
,
 
localtime

print
 
asctime
(
localtime
)

%>
''' right now!

```

2. Индивидуалне изјаве у оквиру граничника (увлачење непотребно):
```
 
[[
for
 
x
 
in
 
xrange
(
3
):
 
{
 
]]

 
'''Hello, '''

 
[[}
 
]]

```

или
```
 
<%
 
for
 
x
 
in
 
xrange
(
3
):
 
{
 
%>

 
'''Hello, '''

 
<%
 
}
 
%>

```

3. Провера израза
```
'''
I am 
[[= 5*3 ]]
 years old.
'''
```

или
```
'''
I am <%= 5*3%> years old.
'''
```

Горенаведене технике могу бити слободно мешане и уграђивање у било који HTML документ.
Било који легални Пајтон код може бити уграђен и било који Пајтом модул може бити увезен, што га чини веома погодним за писање доста робусних апликација (коришћењем изузетака и тестирања јединице сваког модула понаособ).

## Могућности
Неке друге могућности укључују ручно прављене тагове, spyce ламбде и активне сировине (који подсећа на ASP).

## Захтеви
Spyce доноси стандардну библиотеку Пајтона и програмски језик сам по себи на веб. Минимални захтев је Пајтон инсталација која ради (долази са независним веб сервером написаним у Пајтону који моће бити коришћен током развоја), иако може бити коришћен у везнику са неколико веб сервера као што су Apache и IIS на различите начине.
Конфигурација је урађена коришћењем Пајтон модула који су увезени кроз веб сервер приликом иницијализације, тако да све што је потребно да кренете са Spyce-ом је основно знање Пајтона.